# Kattemanuganahalli, Heggadadevankote
Kattemanuganahalli là một làng thuộc tehsil Heggadadevankote, huyện Mysore, bang Karnataka, Ấn Độ.